# Calicogorgia granulosa
Calicogorgia granulosa is een zachte koraalsoort uit de familie Acanthogorgiidae. De koraalsoort komt uit het geslacht Calicogorgia. Calicogorgia granulosa werd in 1908 voor het eerst wetenschappelijk beschreven door Kükenthal & Gorzawsky. 